# Glenosmylus elegans
Glenosmylus elegans är en insektsart som beskrevs av Krüger 1913. Glenosmylus elegans ingår i släktet Glenosmylus och familjen vattenrovsländor. Inga underarter finns listade i Catalogue of Life.